# Lydia Lopokova

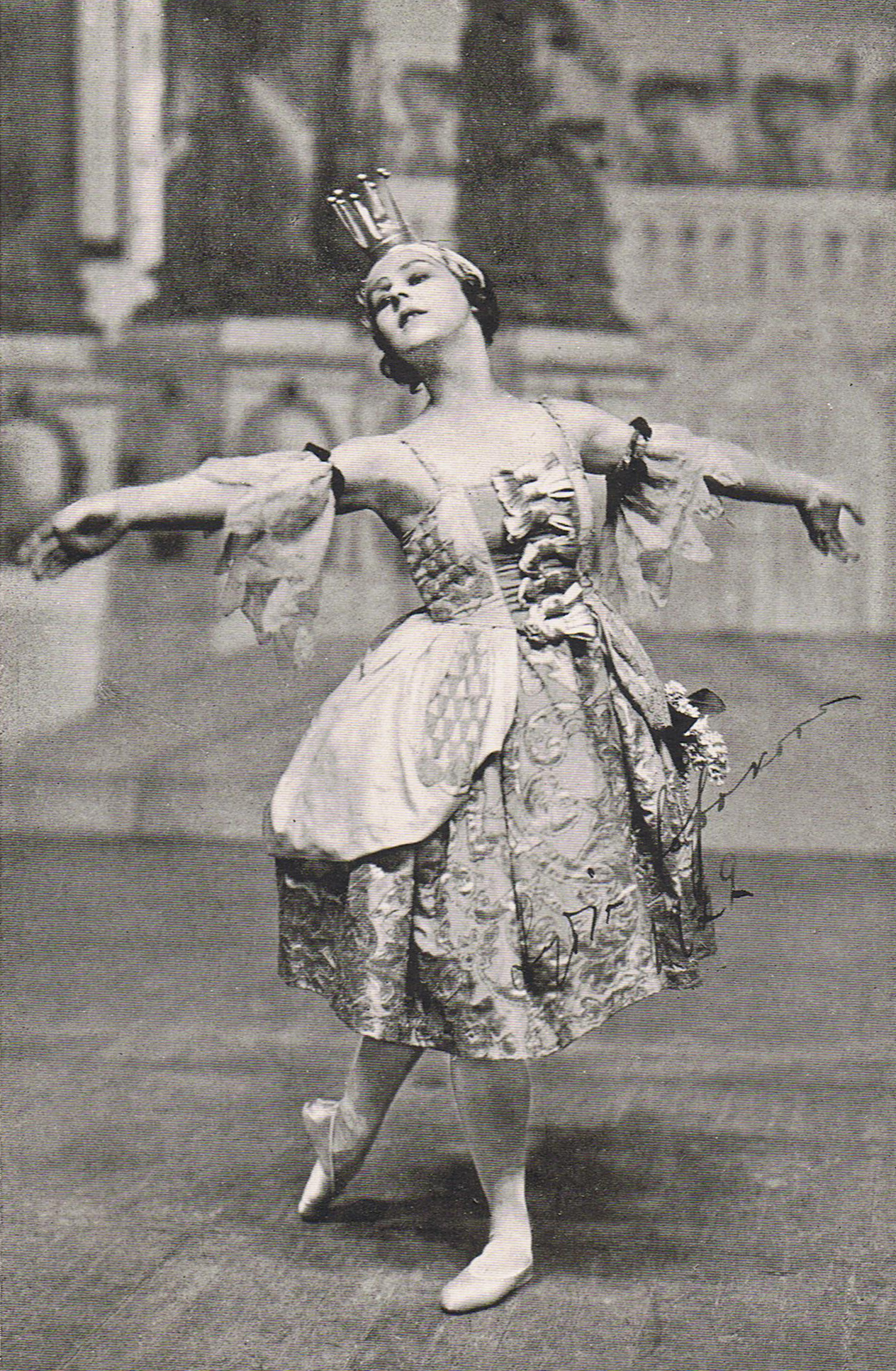
Lydia Lopokova als Aurora in het ballet Doornroosje in 1921.

Lydia Lopokova (Russisch: Лидия Васильевна Лопухова, Lidia Vasiljevna Lopoechova), Baroness Keynes (Sint-Petersburg, 21 oktober 1892 - Londen, 8 juni 1981) was een beroemde Russische ballerina uit de eerste helft van de twintigste eeuw. Ze werd bekend als de vrouw van de bekende econoom John Maynard Keynes.

## Biografie
Lopokova werd geboren in Sint-Petersburg. Ze werd opgeleid aan de keizerlijke balletschool en verliet Rusland voor het eerst in 1910 voor een tournee met Les Ballets Russes van Sergej Diaghilev. In de zomer reisde ze naar de Verenigde Staten, waar ze verbleef tot ze zich in 1916 weer bij Diagilev en haar voormalige danspartner Vaslav Nijinsky in de Ballets Russes in New York en Londen. In Londen wist ze eerst de aandacht te trekken met The Good-humoured Ladies in 1918 en daarna met een scabreuze uitvoering van de cancan met Leonide Massine.
Toen haar huwelijk met Randolfo Barrochi, de zaakwaarnemer van het gezelschap, stukliep, verdween de danseres spoorloos, maar zij voegde zich in 1921 weer bij Diaghilev, waar ze optrad als Prinses Aurora in De Schone Slaapster. In deze tijd raakte ze bevriend met Stravinsky en Picasso, voor wie ze meermaals model stond.
In 1925, na haar scheiding van Barrochi, trouwde Lopokova met John Maynard Keynes. Deze was zeer actief in de Bloomsburygroep een groep van bohemien-schrijvers, artiesten en intellectuelen, onder wie Virginia Woolf. Hoewel ze door een deel van deze groep nooit echt als gelijke werd geaccepteerd, sloot ze toch vriendschap met T.S. Eliot. Lopokova is afgebeeld als Terpsichore de Muze van de Dans op het mozaïek The Awakening of the Muses in de National Gallery in Londen.
Na de dood van Keynes in 1946 trok ze zich grotendeels uit het openbare leven terug en stierf in 1981 in Londen.